# Blepisanis freyi
Blepisanis freyi là một loài bọ cánh cứng trong họ Cerambycidae.